# Olbia Calcio 1905
O Olbia Calcio 1905 S.r.l é um clube profissional de futebol com sede em Olbia, Sardenha, Itália. A equipe compete na Lega Pro.

## História
O clube foi fundado em 1905, e refundado em 2010